# Kringa
Kringa je naselje u Republici Hrvatskoj, u sastavu Općine Tinjan, Istarska županija, udaljena od Tinjana 5 km. 

## Povijest
Na lokalitetu Kringe postojala je gradina još u željeznom dobu. Na obližnjim lokalitetima Korona i Podkorona nađeni su dokazi o naseljenosti i u rimsko doba. Od 1012. se spominje kao posjed akvilejskog patrijarha pod imenom "Curitico" ili (latinski) "Coriticum"; poslije kao posjed porečkog biskupa. Od kraja 12. stoljeća dijelom je Pazinske knežije (grofovije).
U Kringi je živio štrigun Jure Grando.
U središtu mjesta je barokna crkva sv. Petra i Pavla iz 1782. godine, koja je sagrađena na mjestu starije crkve; na trgu pred crkvom je cisterna s dva grla bunara iz 1882. Na mjesnom groblju je crkva sv. Ane iz 1558. s preslicom za zvona na pročelju. Crkve sv. Antuna Opata i sv. Katarine iz XVI. su st., a kalvarija ispred mjesta iz 1876.
U mjestu je rođen znameniti svećenik Božo Milanović, značajan za očuvanje hrvatskog karaktera Istre za vrijeme talijanske vlasti između dva svjetska rata. On je početkom 1920.- ih godina i službovao kao župnik u Kringi, gdje su ga fašisti (još prije njihovog dolaska na vlast u Italiji) više puta fizički napali zbog njegovog otpora talijanizaciji, te su mu 1921. čak zapalili župni dvor, a njega samoga teško fizički zlostavljali. Božo Milanović je uspio pod Italijom tiskati i protiv volje vlasti raspačavati molitvenike i druge knjige na hrvatskom jeziku.

## Spomenici
Zbog svih zasluga Bože Milanovića na mirovnoj konferenciji u Parizu kao i za ostatak djelovanja, njemu u čast je postavljena spomen-ploča na zgradi u kojoj je živio i radio.

## Stanovništvo
Prema popisu stanovništva iz 2001. godine, naselje je imalo 364 stanovnika te 102 obiteljskih kućanstava.
| broj stanovnika | 815   | 843   | 532   | 581   | 622   | 713   | 1176  | 1218  | 677   | 644   | 531   | 452   | 399   | 359   | 364   | 315   | 324   |
|                 | 1857. | 1869. | 1880. | 1890. | 1900. | 1910. | 1921. | 1931. | 1948. | 1953. | 1961. | 1971. | 1981. | 1991. | 2001. | 2011. | 2021. |